# Ana Kansky
Ana Kansky (n. 20 iunie 1895, Lože, Comuna Vipava, Slovenia – d. 3 noiembrie 1962, Podgrad, Republica Socialistă Slovenia, RSF Iugoslavia) a fost o chimistă și ingineră chimistă slovenă, cunoscută pentru faptul că a fost prima persoană care a obținut o diplomă de doctor la Universitatea din Ljubljana și una dintre primele femei om de știință din Slovenia.

## Tinerețea și educația
Ana Mayer s-a născut în 1895 în satul Lože în familia latifundiarului Karl Mayer (originar din Vipava) și a soției sale, Ana Dejak (originară din Senožeče). A urmat școala primară la Vipava, apoi cursurile unui liceu pentru fete din Ljubljana, încheindu-și studiile secundare la Gimnaziul Clasic din Ljubljana în 1914 ca una dintre primele fete cărora li s-a permis să frecventeze această instituție. Pasionată de științe, ea a dorit să-și continue studiile la Universitatea din Viena, dar tatăl ei a refuzat să-i plătească cheltuielile de școlarizare deoarece îi promisese mamei ei pe patul de moarte că nu o va trimite pe Ana la facultate. Pentru a nu-și încălca această promisiune, el i-a sugerat Anei să-și câștige singură banii pentru plata taxei de școlarizare, lucru pe care ea l-a făcut culegând caisele de pe plantația familiei și vânzându-le în orașele Trieste și Gorizia. A urmat apoi studii de chimie (disciplină principală) și fizică (disciplină secundară) la Facultatea de Filosofie din Viena (1914–1918).
Ea a trăit modest la Viena, ca urmare a penuriei frecvente de alimente din cauza războiului. A fost găzduită de o baroneasă austriacă care i-a oferit totuși multă libertate, așa că apartamentul ei a devenit un loc de întâlnire pentru studenții sloveni din acea vreme. Ei au fost susținuți de familia istoricului literar Ivan Prijatelj, care locuia la Viena, și, după un timp, s-a format un cerc social din care făceau parte Ana Mayer, Marij Kogoj⁠(d), Srečko Brodar⁠(d), Milko Kos⁠(d) și alții. Tânăra slovenă a cunoscut, de asemenea, un deputat al provinciei Litoralul austriac, care i-a oferit un permis de vizitator în Parlamentul Austriac. A luat parte adesea, alături de prietena sa, Klavdija Gabrijelčič, la ședințele Parlamentului și a fost prezentă acolo atunci când s-a citit Declarația din Mai (1917) prin care deputații sârbi, croați și sloveni solicitau o mai mare autonomie a națiunilor slavilor sudici din Austro-Ungaria, precum și la alte evenimente care au scos în evidență destrămarea imperiului.
Din cauza circumstanțelor care prefigureau dizolvarea statului după Primul Război Mondial, Universitatea din Viena a adoptat un decret de exmatriculare a studenților slavi în 1918, așa că Mayer a trebuit să întrerupă studiile și să se întoarcă la Ljubljana. Ea și-a reluat studiile în anul următor, sub îndrumarea profesorului Maks Samec, la nou-înființata Universitate din Ljubljana și, la 15 iulie 1920, și-a susținut teza de doctorat (O učinkovanju formalina na škrob - Despre efectul formalinei asupra amidonului), devenind prima persoană care a obținut titlul de doctor al acelei universități. Potrivit unui studiu publicat în 1978 de Universitatea din Padova, ea a fost a 72-a femeie din lume care a obținut titlul științific de doctor. Rezultatele cercetărilor sale doctorale au fost publicate în revista germană Kolloidchemische Beihefte, în care Samec a fost menționat în calitate de coautor. Experimentele sale minuțioase au scos în evidență o problemă importantă a chimiei organice la momentul respectiv - dacă formalina ar putea dizolva amidonul sau nu. Ea a dovedit că formalina nu poate, ci doar acidul formic ca o impuritate obișnuită.

## Cariera
Mayer a devenit prima femeie membră a colectivului academic al Universității din Ljubljana, mai întâi ca asistent de cercetare cu câteva luni înainte de susținerea doctoratului, apoi pe post de cercetător la Institutul de Chimie al universității. Ea a publicat alte patru lucrări științifice în următorii doi ani. În 1921 s-a căsătorit cu Evgen Kansky⁠(sl)[traduceți], profesor la Facultatea de Medicină. Cuplul a avut trei copii: Aleksej, Evgen și Nuša. Ana Kansky a demisionat în 1922 din motive neclare - fie din cauza lipsei de fonduri, fie a căsătoriei sau a primei sarcini.

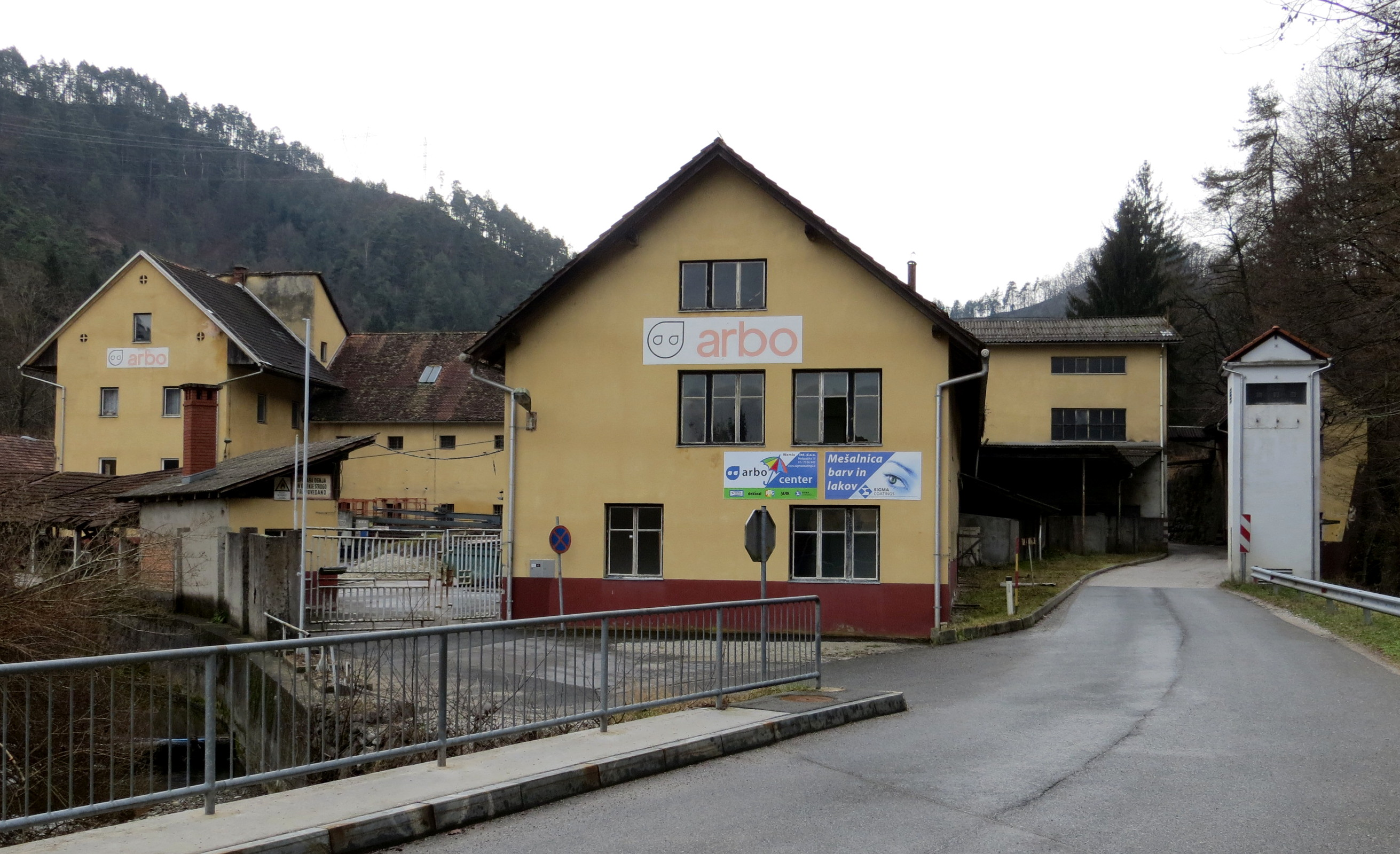
Fosta fabrică Kansky din Podgrad (ulterior fabrica Arbo, abandonată din 1995)

În 1922 cuplul a deschis prima fabrică iugoslavă pentru producerea eterului sulfuric și a altor produse chimice în localitatea Podgrad de lângă Ljubljana. Ea administra compania Dr. A. Kansky , în timp ce soțul ei coordona experimentele ce aveau loc în laboratorul chimic. În 1929 soții Kansky au cumpărat clădirea și instalațiile abandonate ale fostei fabrici Osterberger Ölfabrik bei Laibach din Podgrad și le-au renovat, precum și ruinele unei fortărețe din apropiere, unde au construit o cabană. Ei au electrificat ambele proprietăți. În scurt timp au început să producă compuși organici complecși din materii prime domestice, în principal diferiți esteri pentru solvenți.
Familia a păstrat, de asemenea, o casă în Piața Krek din Ljubljana, unde avea birouri și un laborator, precum și un magazin. Afacerea lor s-a încheiat în timpul celui de-al Doilea Război Mondial, atunci când autoritățile naziste au confiscat fabrica, după care compania a fost naționalizată de guvernul iugoslav și a continuat să funcționeze sub numele Tovarna kemičnih izdelkov Arbo (Fabrica de produse chimice Arbo). Doctorul Kansky a fost nevoit să se pensioneze, în timp ce ea și-a petrecut ultimii ani ai carierei ca profesor de chimie.